# M6 Gun Motor Carriage
Der Panzerjäger M6 GMC, offiziell auch als 37 mm Gun Motor Carriage M6 beziehungsweise als M6 Fargo (Populärname) bezeichnet, war ein leichtes Panzerabwehrfahrzeug der Streitkräfte der Vereinigten Staaten aus der Zeit des Zweiten Weltkrieges. Der M6 GMC wurde im Jahr 1942 eingeführt, war aber schon bei seiner Einführung technisch überholt und wurde deswegen nur vergleichsweise wenig im Zweiten Weltkrieg eingesetzt. 

## Technische Aspekte und Vorgeschichte
Der M6 GMC basierte auf dem Modell des leichten Allrad-Lastwagens Dodge WC52 (¾-ton), auf dessen Ladefläche ein leichtes 37-mm-Panzerabwehrgeschütz des Typs M3 montiert war. Bereits im Vorfeld hatte es Versuche gegeben, das 37-mm-Geschütz auf einem Jeep Willys MB zu montieren. Es stellte sich jedoch heraus, dass der Jeep das Gewicht der Kanone sowie den Rückstoß beim Feuern nicht ausreichend abfedern konnte, weshalb die Wahl auf das größere Dodge-Modell fiel. Der Munitionsvorrat lag normalerweise bei rund 80 Granaten, die in vier Munitionsboxen an den vier Ecken der Ladefläche verstaut waren. Die Kanone hatte einen 6,4 mm stark gepanzerten Geschützschild und wurde im Normalfall nur nach hinten abgefeuert; ein Ausrichten der Waffe in Fahrtrichtung war zwar möglich, doch konnte das Rohr, bedingt durch Fahrer- und Beifahrersitz sowie die Frontscheibe, nicht ausreichend tief abgesenkt werden, um Bodenziele im Direktbeschuss anzugreifen. Bis auf diesen Schild war der rund 3,3 t schwere M6 GMC ungepanzert. An Sekundärwaffen befanden sich im Regelfall nur die persönlichen Waffen der vierköpfigen Besatzung auf dem Panzerjäger, gleichwohl wurden manche Einheiten mit Maschinengewehren improvisiert nachgerüstet. Das Fahrzeug wurde von einem 99 PS starken 6-Zylinder-Benzinmotor mit 3,77 l (230,2 cubic inch) Hubraum von Dodge angetrieben und erreichte eine Höchstgeschwindigkeit von 89 km/h auf der Straße. Die Reichweite lag bei rund 290 Kilometern. Das Fahrzeug hatte vier Vorwärtsgänge und einen Rückwärtsgang.

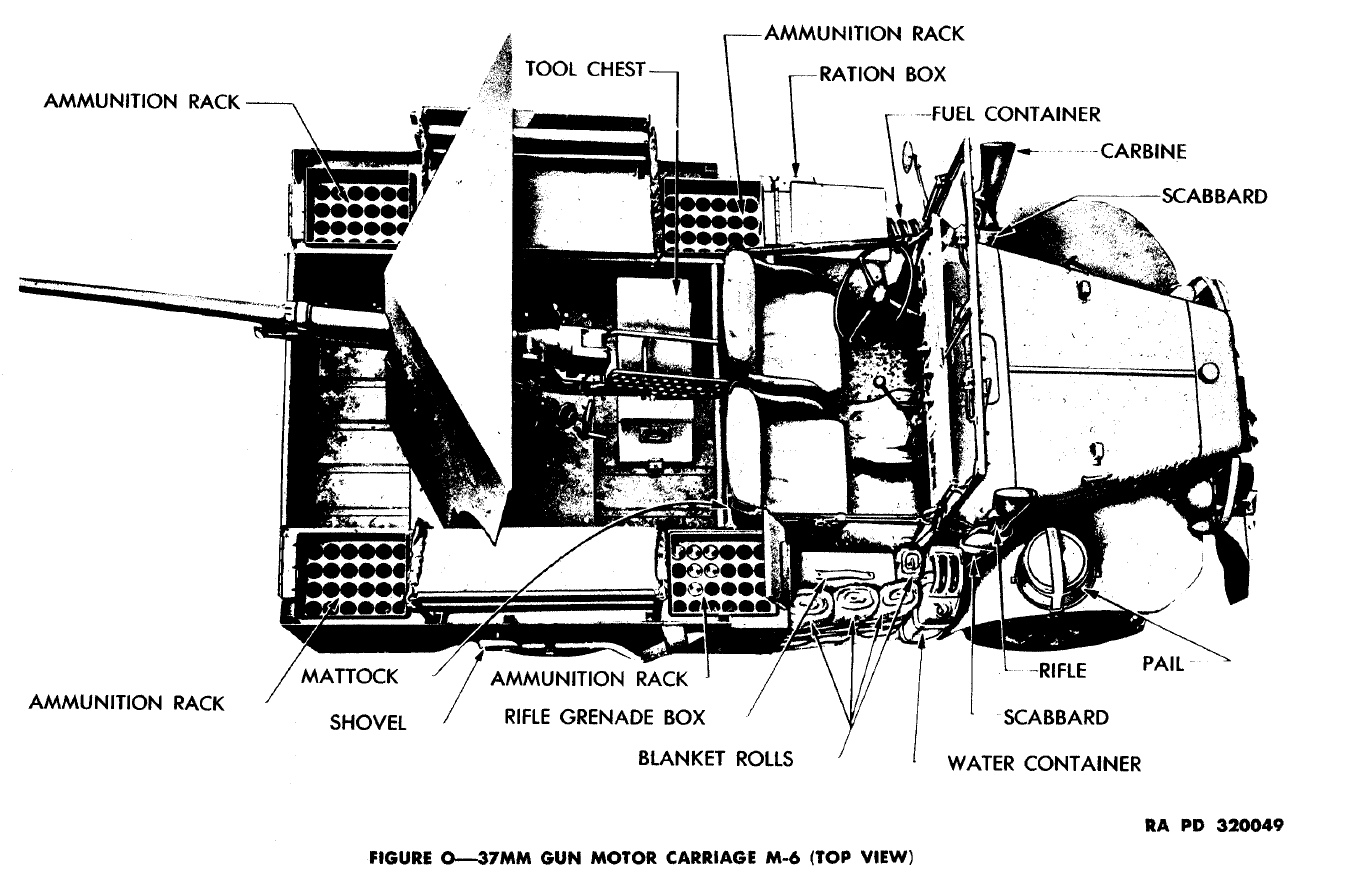
Schematische Ansicht des M6 GMC von oben.

Zur Zeit der Einführung, ab Frühjahr 1942, war der M6 GMC bereits veraltet, er galt als unzulänglich geschützt und als zu schwach bewaffnet, er sollte aber als Provisorium die zeitliche Lücke bis zum Erscheinen des deutlich kampfstärkeren Panzerjägers M10 Wolverine im Herbst 1942 überbrücken. Aus diesem Grund wurden zwischen April und Oktober 1942 knapp 5400 Exemplare ausgeliefert. Obgleich die Schwächen der Konstruktion bei Einführung bekannt waren, waren es vor allem die niedrigen Produktionskosten – sie beliefen sich für ein Fahrzeug 1942 auf 4.265 US-Dollar (was 2025 und inflationsbereinigt rund 82.100 US-Dollar entsprechend würde) –, die den Ausschlag für die Beschaffung gaben. Im Vergleich hierzu kostete ein M10 Wolverine knapp 48.000 US-Dollar (rund 924.000 US-Dollar im Jahr 2025).

## Einsatz
Die ersten Gefechtseinsätze des M6 GMC fanden im November 1942 im Kontext der Invasion der Westalliierten im vom Vichy-Regime kontrollierten Französisch-Nordafrika (siehe Operation Torch) statt. Hierbei waren die beiden US-Panzerjäger-Bataillone 601 und 701 (601st und 701st Tank Destroyer Battalions) mit dem M6 GMC ausgerüstet. Später nahmen diese Einheiten auch an den Kämpfen um Tunesien gegen die Achsenmächte im Winter 1942/43 sowie im Frühjahr 1943 teil. Hierbei wurde ersichtlich, dass der Panzerjäger den Anforderungen auf dem Schlachtfeld nicht gewachsen war, vor allem gegenüber den deutschen Panzertypen zeigte sich das Fahrzeug deutlich unterlegen. Der M6 GMC war bei den Besatzungen nicht sonderlich beliebt. In einigen Quellen wird das Fahrzeug gar als „nutzlos“ und als „Gefahr für die eigene Besatzung“ bezeichnet.
Nachfolgend wurde der M6 GMC nach und nach ausgemustert und abgerüstet beziehungsweise wieder in seiner ursprünglichen Funktion als Lastkraftwagen eingesetzt. Einige Exemplare wurden 1943 nach dem pazifischen Kriegsschauplatz verschifft, um dort vom United States Marine Corps eingesetzt zu werden. Sie konnten bei den Kämpfen auf den pazifischen Inseln mit einigem Erfolg gegen japanische Bunkerstellungen sowie gegen die deutlich leichter gepanzerten japanischen Panzer eingesetzt werden. Einige hundert nicht abgerüstete Fahrzeuge wurden 1943 auch den freifranzösischen Streitkräften (FFL) übergeben, die sie bei der Befreiung Frankreichs im Sommer 1944 und bei den Kämpfen gegen Deutschland 1944/45 einsetzten, meist als leichte und schnelle Aufklärungsfahrzeuge. Die letzten M6 GMC wurden im Januar 1945 außer Dienst genommen.